# Katherine V. Forrest
Katherine V. Forrest (nascido em 1939, em Windsor, Ontário, Canadá) é uma escritora americana, conhecida por seus romances sobre a detetive lésbica Kate Delafield. Ela venceu cinco Lambda Literary Award, além de um honorário. 

## Carreira
Forrest é mais conhecida por seus nove romances sobre Kate Delafield, a primeira detetive de polícia lésbica, no gênero mistério americano, e é descrita como "Miss Marple com k.d. lang, Sherlock Holmes com Candace Gingrich, e você tem Kate Delafield: a ex-fuzileira, detetive de homicídios da LAPD, queer-como-o-dia é a heroína." O segundo romance da série, Assassinato no Nightwood Bar, foi escolhido pelo diretor de cinema Tim Hunter. Um roteiro foi escrito com Mary-Louise Parker como Delafield e Tom Arnold como seu parceiro policial, mas o projeto acabou arquivado.
Seu romance Curious Wine é considerado um clássico americano da literatura lésbica. Na discussão dos elementos "luz" do romance lésbico, Forrest disse, "eu acho que é político como o inferno... Aqui foram duas mulheres que tinham um monte de escolhas na vida, um monte de opções, e de todas as opções que escolheram a mais difícil, que era a de amar uns aos outras." O romance é creditado como aquele que "quebrou muitos equívocos sobre lésbicas e relações lésbicas."
De suas opiniões políticas, Forrest disse, "Nós somos a única subcultura que incorpora ambos os sexos, todas as raças, todas as cores, todos os credos... Sendo visível nos tornará livres...e dá-nos um poder que nunca foi conhecido." Depois de deslocar-se de Los Angeles para San Francisco, perto do distrito de Castro, ela disse, "seria impossível viver aqui e não ser político." Esta foi uma marca desde início da sua vida, que ela escreveu, "Mesmo depois de ter cometido o Grande Pecado e fez a passagem irrevogável, e mesmo depois que descobriram que eu amava mulheres, e que eu tivemos relações de amor, eu fiquei essencialmente presa todos os primeiros anos da minha vergonha e a minha própria e poderosa homofobia."
Seu trabalho também é conhecido por erotismo e exibição de sexualidade lésbica sem precedentes. Forrest observou que os mistérios clássicos, como Agatha Christie, pode até não conter um abraço. "A sexualidade é uma parte da vida e é algo que os leitores estão interessados, na medida com os personagens.. Cenas de amor são oportunidades sem paralelo para caracterizar um personagem principal e trazer aspectos que você não pode, em condições normais de cenas diárias."
Ela também tinha dez anos de mandato como editora de ficção da Naiad Press e atualmente serve como editora de supervisão da Spinsters Ink. Ela também escreveu romances de ficção científica e editou diversas antologias de interesses para gays e lésbicas. Como uma editora, ela trabalhou com centenas de escritores, incluindo Jane Rule e Lee Lynch, que escreveu sobre a ficção de Forrest, "suas histórias abraça e nos fortalece e nos dar permissão para viver a nossa vida totalmente como somos."
Também conhecida por seus comentários e artigos em publicação de gays e lésbicas, ela é autora de livros de resenhas que aparecem no Los Angeles Times e San Francisco Chronicle. Seus artigos têm aparecido em Brother and Sister, The Harvard Gay and Lesbian Review e The Lambda Book Report.
Ela foi uma destinatário do Prêmio Pioneiro da Lambda, em 1998, e atualmente atua no conselho de curadores. Em 2008, ela recebeu o Bill Whitehead Award da The Publishing Triangle e o Trailblazer Award da Golden Crown Literary Society. Ela é também uma destinatária da medalha The Alice B Readers Award. Ela vive com sua esposa, Jo Hercus, em Palm Springs, CA.

## Obras

### Daughters Of A Coral Dawn
- Daughters Of A Coral Dawn. 1984, ISBN 0-930044-50-9
- Daughters Of An Amber Noon. 2002, ISBN 1-55583-663-1, finalista do Lambda Literary Award
- Daughters Of An Emerald Dusk. 2005, ISBN 1-55583-823-5, vencedor do Lambda Literary Award

### Kate Delafield Mysteries
- Amateur City. 1984, ISBN 0-930044-55-X
- Murder At The Nightwood Bar. 1987, ISBN 0-930044-92-4
- The Beverly Malibu. 1989, ISBN 0-941483-47-9, vencedor do Lambda Literary Award
- Murder By Tradition. 1991, ISBN 0-941483-89-4, vencedor do Lambda Literary Award
- Liberty Square. 1996, ISBN 0-425-15467-X, finalista do Lambda Literary Award finalist
- Apparition Alley. 1997, ISBN 0-425-15966-3, finalista do Lambda Literary Award finalist
- Sleeping Bones. 1999, ISBN 0-425-17029-2, finalista do Lambda Literary Award finalist
- Hancock Park. 2004, ISBN 0-425-19598-8, vencedor do Lambda Literary Award
- High Desert. 2013, ISBN 978-1-93522-665-9, vencedor do Lambda Literary Award

### Outras romances
- Curious Wine. 1983, ISBN 0-930044-43-6
- An Emergence of Green. 1986, ISBN 0-930044-69-X
- Flashpoint. 1994, ISBN 1-56280-043-4

### Contos
- Dreams And Swords. 1987, ISBN 0-941483-03-7

The Gift
Jessie: A Kate Delafield Story
Benny's Place
Xessex
Force Majeur
Mother Was an Alien (excerpt from Daughters of a Coral Dawn)
Mandy Larkin
Survivor
O Captain, My Captain
The Test

### Contos em antologias
- Jeanie finalista do Lambda Literary Award, The Milk of Human Kindness: Lesbian Authors Write About Mothers and Daughters edited by Lori L. Lake. 2005, ISBN 1-932300-28-7.

### Editor
- The Erotic Naiad – Love Stories by Naiad Press Authors. 1992, with Barbara Grier, ISBN 1-56280-026-4
- Diving Deep – Erotic Lesbian Love Stories. 1993, with Barbara Grier, ISBN 1-872642-14-4
- The Romantic Naiad – Love Stories by Naiad Press Authors. 1993, with Barbara Grier, ISBN 1-56280-054-X
- The Mysterius Naiad – Love Stories by Naiad Press Authors. 1994, with Barbara Grier, ISBN 1-56280-074-4
- Diving Deeper – More Erotic Lesbian Love Stories. 1994, with Barbara Grier, ISBN 1-872642-22-5
- Deeply Mysterious – Erotic Lesbian Stories. 1995, with Barbara Grier, ISBN 1-872642-31-4
- All in the Seasoning – And Other Holiday Stories. 2002, ISBN 1-887237-04-6
- Women of Mystery. 2005, ISBN 978-1-56023-543-9, Lambda Literary Award finalist
- Lesbian Pulp Fiction – The Sexually Intrepid World of Lesbian Paperback Novels 1950-1965. 2005, ISBN 1-57344-210-0, Lambda Literary Award finalist
- Love, Castro Street – Reflections of San Francisco. 2007, with Jim Van Buskirk, ISBN 978-1-55583-997-0, vencedor do Golden Crown Literary Society.

### Arquivamento de fontes
- Naiad Prima registros, 1964-2000 (ca. 23 cúbicos pés.) estão alojados na Universidade de Cornell - Divisão de Raras e Coleções de Manuscritos. Inclui extensos de arquivos no autor Katherine V. Forrest.